# Сием Реап (град)
Сием Реап (на кхмерски: ក្រុងសៀមរាប) е град и административен център на провинция Сием Реап, Камбоджа. Към 2008 г. има население от 230 714 души. Близо до града се намира храмовият комплекс Ангкор Ват.